# Sinia vargai
Sinia vargai är en fjärilsart som beskrevs av Dioszeghy 1913. Sinia vargai ingår i släktet Sinia och familjen juvelvingar. Inga underarter finns listade i Catalogue of Life.